# Roadside Heretics
Roadside Heretics es el quinto álbum de estudio de la banda de rock gótico de África del Sur The Awakening publicado en el 2002.

## Grabación
En junio de 2002 The Awakening grabó su álbum más agresivo, Roadside Heretics. En cuanto a Roadside Heretics, HM Magazine escribió que "Ashton Nyte tiene un gran entendimiento de la estética gótica. Además de modernos avances en corrientes como Trent Reznor y Marilyn Manson, The Awakening seguramente haría a David Bowie, Peter Murphy, y Lou Reed orgullosos... él puede todavía hacernos retorcer con una canción de amor sensual como «Cover». Brillante."
Comentarios adicionales llamaron la atencións obre las "piezas más tranquilas" del álbum en canciones tales como «My World» como se exhiben las fortalezas de Ashton Nyte en "ambas voces y composición".

## Lista de canciones
* Todas las canciones son escritas por Ashton Nyte
1. «Roadside Heretics»
2. «Mirror Tricks»
3. «The Maker»
4. «Beautiful»
5. «My World»
6. «Fallen»
7. «Angels»
8. «Away from Home»
9. «The No-where Mind»
10. «Tracey-junkie»
11. «Complexion»
12. «Cover»